# Aonach Eagach
Der Aonach Eagach ist ein bis zu 967 Meter hohes Bergmassiv in Schottland. Der gälische Name bedeutet etwa Schartiger Grat. Die beiden höchsten Gipfel des Massivs, der 967 Meter hohe Sgorr nam Fiannaidh (gälisch für Spitze von Fingals Kriegern) und der 953 Meter hohe Meall Dearg (gälisch für Roter Berg), sind als Munro eingestuft. Der Aonach Eagach bildet ein langgezogenes Massiv, das sich in der Council Area Highland zwischen dem Südufer von Loch Leven und der Nordseite des Glen Coe befindet.
Das Massiv des Aonach Eagach erstreckt sich zwischen Loch Leven und Glen Coe auf eine Länge von etwa zehn Kilometern. Westlich vorgelagert liegt markant über Glencoe der auffällige, 742 Meter hohe Vorgipfel Sgorr na Cìche, der meist als Pap of Glencoe bezeichnet wird. In Richtung Osten folgt mit dem Sgorr nam Fiannaidh der höchste Gipfel des Massivs. Nach Osten bildet das Massiv ab dem Sgorr nam Fiannaidh einen etwa zwei Kilometer langen, schmalen und über weitere Felsspitzen verlaufenden Berggrat, der aufgrund seiner beidseitigen Ausgesetztheit zu den mental anspruchsvollsten schottischen Bergtouren zählt, obwohl die technischen Schwierigkeiten verhältnismäßig gering sind. Höchster Punkt zwischen den beiden Munros ist die 938 Meter hohe Spitze des Stob Coire Leith, der aufgrund seiner fehlenden Eigenständigkeit nicht als Munro, sondern lediglich als Top eingestuft ist. Zwischen dem Stob Coire Leith und dem das östliche Ende des Grates bildenden Meall Dearg liegen die ausgesetztesten Stellen mit mehreren steilen, als Crazy Pinnacles (Verrückte Spitzen) bezeichneten Felsspitzen.

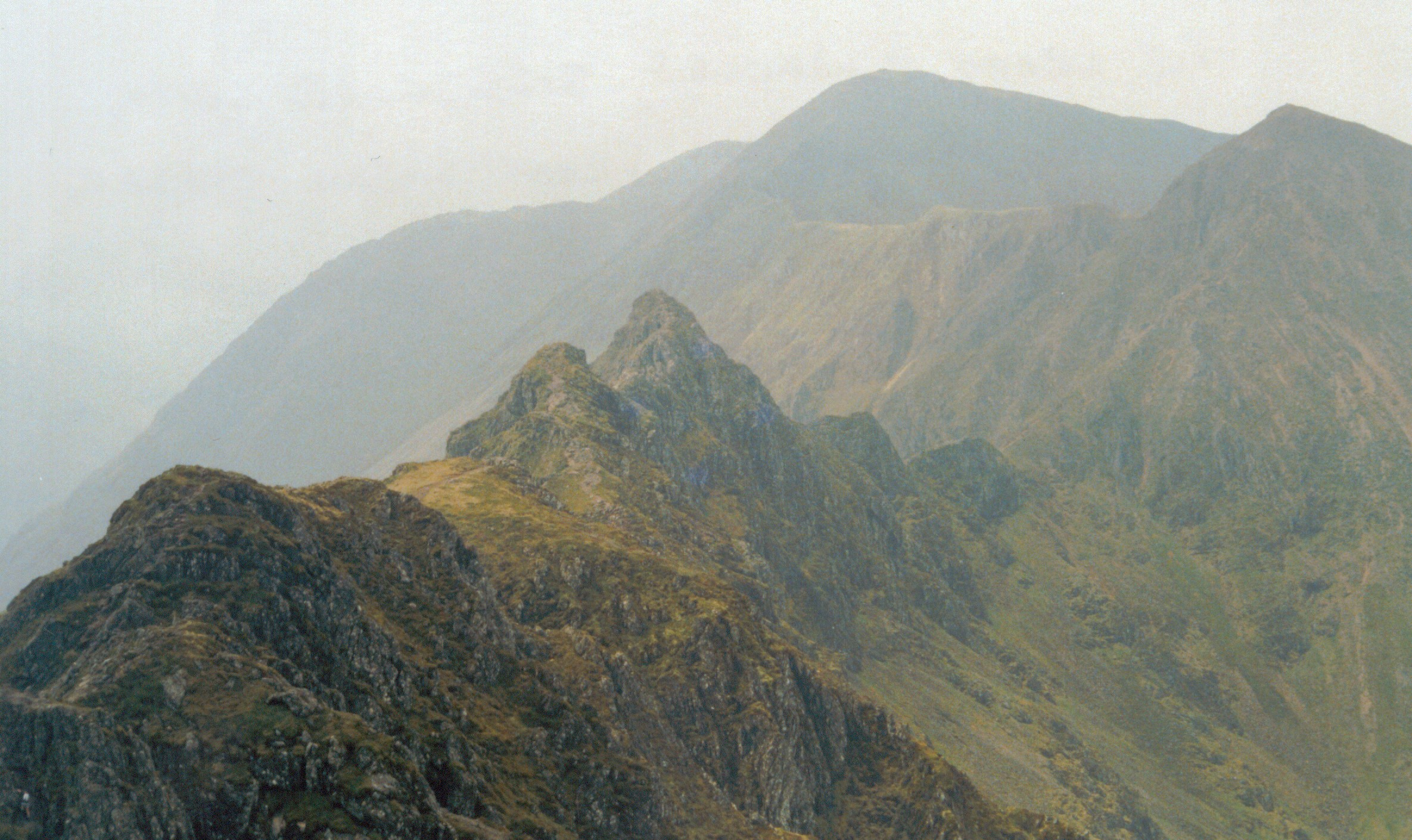
Blick vom Meall Dearg bis zum Sgorr nam Fiannaidh, im Vordergrund auf dem Grat die Crazy Pinnacles
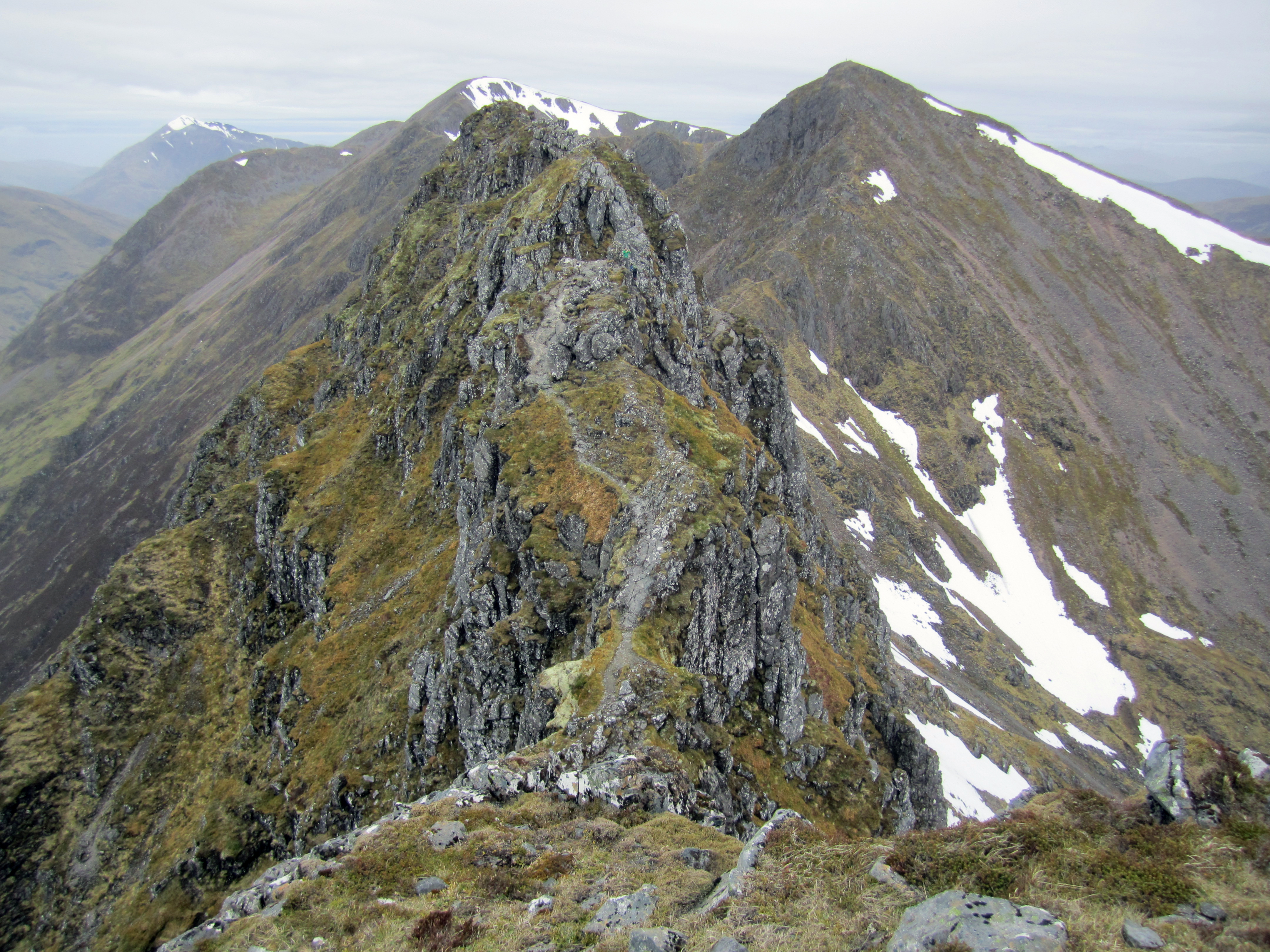
Der Grat des Aonach Eagach
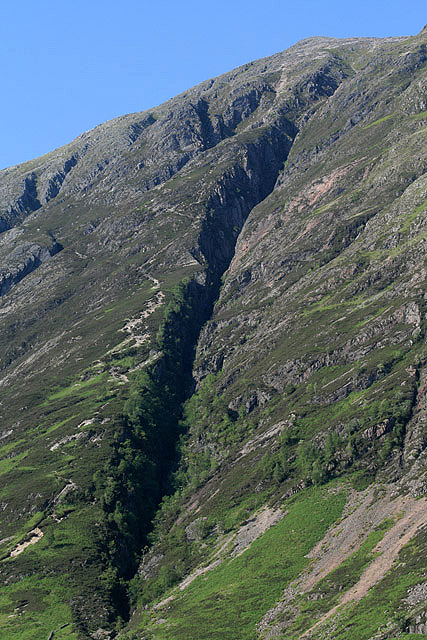
Das Clachaig Gully, links davon eine der Aufstiegsrouten zum Aonach Eagach
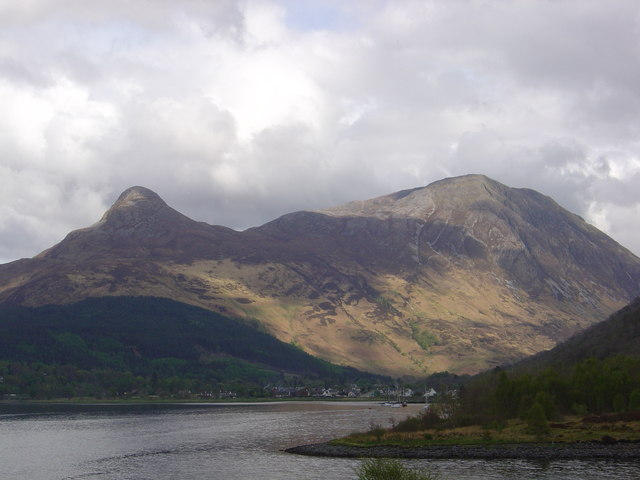
Blick von Loch Leven zum Aonach Eagach, links der Pap of Glencoe

Der Grat des Aonach Eagach gilt daher als schwierigste Grattour auf dem britischen Festland, lediglich die Grate in den Black Cuillins auf der Insel Skye werden noch schwieriger bewertet. Bei schottischen Bergsteigern hat der Grat, der auf der UIAA-Skala lediglich im II. Grad eingestuft wird, aufgrund der mentalen Herausforderungen den Spitznamen ridge of brown trousers (Grat der braunen Hosen) erhalten.
Östlich des Meall Dearg läuft das Massiv flacher und breiter über den 943 Meter hohen Am Bodach und den 873 Meter hohen Sròn Garbh bis zum als Devil’s Staircase bekannten Passübergang über den Grat im Zuge des West Highland Way auf der Etappe von Kings House Hotel nach Kinlochleven aus. Östlich von Devil’s Staircase endet das Massiv im 616 Meter hohen Vorgipfel des Beinn Bheag.
Die Grattour über den Aonach Eagach wird meist in Ost-West-Richtung begangen. Ausgangspunkt ist ein Parkplatz an der A82, etwas westlich der kleinen Ansiedlung Allt-na-reigh. Von dort bestehen verschiedene Aufstiegsmöglichkeiten auf den Am Bodach oder den Sròn Garbh, wo jeweils der Grat erreicht wird. Zwischen dem Meall Dearg und dem Sgorr nam Fiannaidh lässt die exponierte Lage des Grates keinerlei Abstiegsmöglichkeiten zu, nach Norden wie nach Süden fällt der Grat mit steilen Wänden ab. Vom Sgorr nam Fiannaidh besteht zum einen eine Abstiegsmöglichkeit ins Glen Coe westlich der steilen Schlucht des Clachaig Gully, die allerdings sehr abschüssig und geröllig ist. Das Clachaig Gully selbst ist eine der längsten britischen Kletterrouten, die durch ihre Lage am Grund der Schlucht ausgesprochen feucht und rutschig ist und auch schon als „verrückteste Kletterei der Welt“ bezeichnet wurde. Weniger problematisch, wenn auch länger ist der Abstieg zum Pap of Glencoe und weiter bis ins Dorf Glencoe.